# Gustavo Kuerten
Gustavo Kuerten (Florianópolis, 10. rujna 1976.), bivši brazilski tenisač i svjetski broj 1.
Gustavo je počeo trenirati tenis kada je imao samo 6 godina, a s 19 postaje profesionalac. Daleko najveći uspjeh mu je osvajanje ukupno tri Roland Garrosa (1997., 2000. i 2001.). Ujedno, prvi turnir kojega je osvojio bio je Roland Garros 1997. godine. Od ostalih važnijih rezultata treba izdvojiti još šest osvojenih turnira iz masters serije (dva puta Monte Carlo, te po jedan put Rim, Hamburg i Cincinnati). Jedan je od najboljih tenisača u povijesti na zemljanim podlogama, gotovo svi turniri koje je osvojio bili su igrani na zemljanoj podlogi (osim Cincinnatija).

## Vanjske poveznice
- Službena stranica (port.)(engl.)
- Profil na stranici ATP Toura (engl.)